# Згужниця
Згужниця (пол. Zgórznica) — село в Польщі, у гміні Сточек-Луковський Луківського повіту Люблінського воєводства.
Населення — 445 осіб (2011).
У 1975—1998 роках село належало до Седлецького воєводства.

## Демографія
Демографічна структура станом на 31 березня 2011 року:
|          | Загалом | Допрацездатний вік | Працездатний вік | Постпрацездатний вік |
| -------- | ------- | ------------------ | ---------------- | -------------------- |
| Чоловіки | 221     | 49                 | 140              | 32                   |
| Жінки    | 224     | 48                 | 119              | 57                   |
| Разом    | 445     | 97                 | 259              | 89                   |